# Châtenois (Jura)
Pour les articles homonymes, voir Châtenois.
Châtenois est une commune française située dans le département du Jura, dans la région culturelle et historique de Franche-Comté et la région administrative Bourgogne-Franche-Comté. 
La Grange Viron fait partie de la commune.

## Géographie

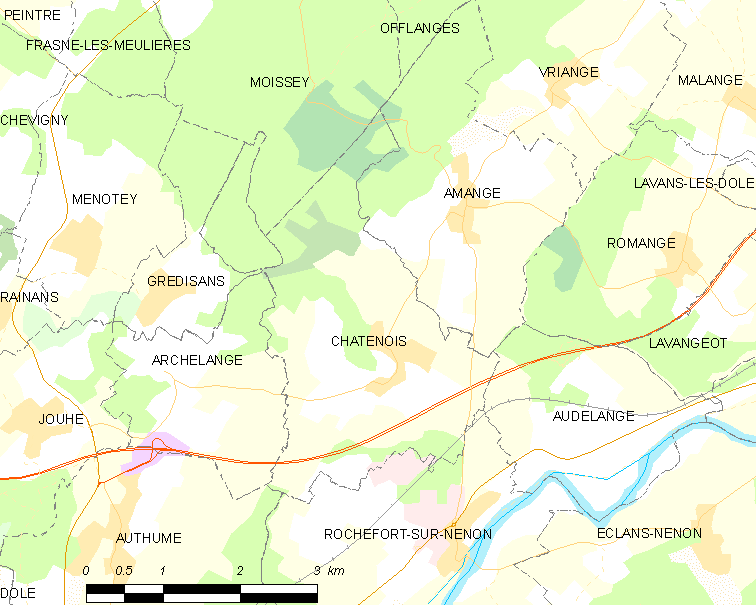
Situation de Châtenois.

### Situation
|            | Moissey             | Amange    |
| Archelange | Châtenois           |           |
| Authume    | Rochefort-sur-Nenon | Audelange |

### Hydrographie
- Ruisseau des Vaux.

### Climat
Pour des articles plus généraux, voir Climat de la Bourgogne-Franche-Comté et Climat du département du Jura.
En 2010, le climat de la commune est de type climat océanique dégradé des plaines du Centre et du Nord, selon une étude du Centre national de la recherche scientifique s'appuyant sur une série de données couvrant la période 1971-2000. En 2020, Météo-France publie une typologie des climats de la France métropolitaine dans laquelle la commune est exposée à un climat semi-continental et est dans la région climatique  Jura, caractérisée par une forte pluviométrie en toutes saisons (1 000 à 1 500 mm/an), des hivers rigoureux et un ensoleillement médiocre. 
Pour la période 1971-2000, la température annuelle moyenne est de 10,8 °C, avec une amplitude thermique annuelle de 17,6 °C. Le cumul annuel moyen de précipitations est de 992 mm, avec 12,2 jours de précipitations en janvier et 8,6 jours en juillet. Pour la période 1991-2020, la température moyenne annuelle observée sur la station météorologique de Météo-France la plus proche, « Dole », sur la commune de Dole à 7 km à vol d'oiseau, est de 11,6 °C et le cumul annuel moyen de précipitations est de 1 023,0 mm. 
La température maximale relevée sur cette station est de 40 °C, atteinte le 31 juillet 2020 ; la température minimale est de −24 °C, atteinte le 10 janvier 1985,,. 
Les paramètres climatiques de la commune ont été estimés pour le milieu du siècle (2041-2070) selon différents scénarios d'émission de gaz à effet de serre à partir des nouvelles projections climatiques de référence DRIAS-2020. Ils sont consultables sur un site dédié publié par Météo-France en novembre 2022.

## Urbanisme

### Typologie
Au 1er janvier 2024, Châtenois est catégorisée commune rurale à habitat dispersé, selon la nouvelle grille communale de densité à sept niveaux définie par l'Insee en 2022.
Elle est située hors unité urbaine. Par ailleurs la commune fait partie de l'aire d'attraction de Dole, dont elle est une commune de la couronne,. Cette aire, qui regroupe 87 communes, est catégorisée dans les aires de 50 000 à moins de 200 000 habitants,.

### Occupation des sols
L'occupation des sols de la commune, telle qu'elle ressort de la base de données européenne d’occupation biophysique des sols Corine Land Cover (CLC), est marquée par l'importance des territoires agricoles (60,9 % en 2018), une proportion sensiblement équivalente à celle de 1990 (61,6 %). La répartition détaillée en 2018 est la suivante : 
terres arables (42,8 %), forêts (30,5 %), prairies (17,9 %), zones urbanisées (5 %), mines, décharges et chantiers (3,2 %), zones industrielles ou commerciales et réseaux de communication (0,4 %), zones agricoles hétérogènes (0,2 %). L'évolution de l’occupation des sols de la commune et de ses infrastructures peut être observée sur les différentes représentations cartographiques du territoire : la carte de Cassini (XVIIIe siècle), la carte d'état-major (1820-1866) et les cartes ou photos aériennes de l'IGN pour la période actuelle (1950 à aujourd'hui).

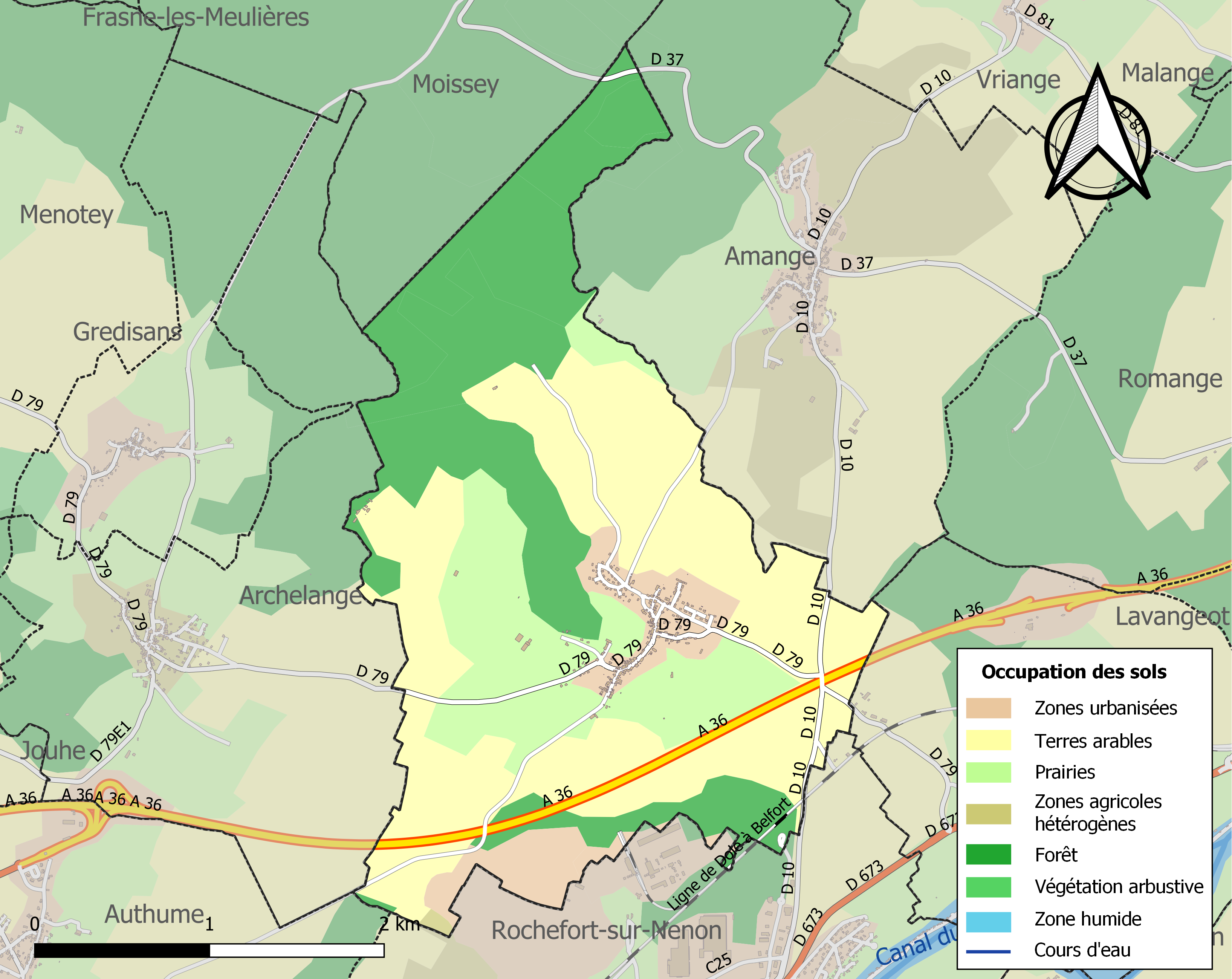
Carte des infrastructures et de l'occupation des sols de la commune en 2018 (CLC).

## Politique et administration

### Liste des maires
| Période   | Période  | Identité          | Étiquette | Qualité     |
| --------- | -------- | ----------------- | --------- | ----------- |
| Vers 1842 | 18..     | Métadieu          |           |             |
| vers 1887 |          | Noirot            |           |             |
| mars 2001 | En cours | Philippe Blanchet | DVD       | Agriculteur |

## Population et société

### Démographie
L'évolution du nombre d'habitants est connue à travers les recensements de la population effectués dans la commune depuis 1793. Pour les communes de moins de 10 000 habitants, une enquête de recensement portant sur toute la population est réalisée tous les cinq ans, les populations de référence des années intermédiaires étant quant à elles estimées par interpolation ou extrapolation. Pour la commune, le premier recensement exhaustif entrant dans le cadre du nouveau dispositif a été réalisé en 2007.

En 2022, la commune comptait 412 habitants, en évolution de +7,85 % par rapport à 2016 (Jura : −0,81 %, France hors Mayotte : +2,11 %).
| 1793 | 1800 | 1806 | 1821 | 1831 | 1836 | 1841 | 1846 | 1851 |
| ---- | ---- | ---- | ---- | ---- | ---- | ---- | ---- | ---- |
| 198  | 322  | 399  | 280  | 388  | 366  | 383  | 376  | 391  |

| 1856 | 1861 | 1866 | 1872 | 1876 | 1881 | 1886 | 1891 | 1896 |
| ---- | ---- | ---- | ---- | ---- | ---- | ---- | ---- | ---- |
| 340  | 345  | 320  | 287  | 275  | 274  | 257  | 265  | 257  |

| 1901 | 1906 | 1911 | 1921 | 1926 | 1931 | 1936 | 1946 | 1954 |
| ---- | ---- | ---- | ---- | ---- | ---- | ---- | ---- | ---- |
| 275  | 281  | 262  | 263  | 256  | 204  | 205  | 173  | 267  |

| 1962 | 1968 | 1975 | 1982 | 1990 | 1999 | 2006 | 2007 | 2012 |
| ---- | ---- | ---- | ---- | ---- | ---- | ---- | ---- | ---- |
| 215  | 183  | 232  | 294  | 321  | 355  | 344  | 343  | 362  |

| 2017 | 2022 | - | - | - | - | - | - | - |
| ---- | ---- | - | - | - | - | - | - | - |
| 389  | 412  | - | - | - | - | - | - | - |

## Culture locale et patrimoine

### Lieux et monuments
- Croix pattées (2);
- L'Ancienne église Saint-Vincent (XIIIe s), sise au cimetière, dont il ne reste que le chœur;
- La Nécropole seigneuriale du Charnier, sise au cimetière;
- L'Église Saint-Vincent (XIXe s), dont le sous-sol est inscrit au titre des monuments historiques depuis 1998[18];
- Grange au Golard (ferme en ruines)
- Tuilerie
- Moulin des Prés
- Moulin des Vaux (ruine du XIXe s)
- Les Fontaines (3).
- Le Château de Bellevue - XIXe siècle - Privé - mis en vente

### Personnalités liées à la commune
- Jean-François-Xavier Girod (1735-1783), médecin de Louis XIV, victime de son dévouement, mort à Châtenois de l'épidémie de variole qu'il tentait de combattre.

### Héraldique
| Blason de Châtenois | Blason  | Parti de deux traits, coupé d'un ondé d'une pièce vers le chef entre deux vers la pointe, de gueules et d'argent, le gueules chargé aux 1er et 3e d'une colonne toscane d'or et au 5e d'un calvaire du lieu légèrement patté, dotté d'une niche à la croisure, le fut mouvant d'un dé trapézoïdal, lui même posé sur une meule aussi d'or; l'argent chargé d'une feuille de châtaignier de sinople, posée en pal au 2e, en bande au 4e et en barre au 6e. DeviseStant in adversis (« Elles se tiennent droites dans l'adversité »)                               |
| Blason de Châtenois | Détails | Le gueules évoque le minerai de fer et la production de tuiles. Le coupé ondé symbolise à la fois les tuiles, le ruisseau des Vaux et la silhouette de la motte féodale. Les feuilles de châtaignier évoquent le nom de la commune. Les colonnes viennent du blason de Jean-François-Xavier Girod, qui portait : « d'azur à trois colonnes d'or rangées en fasce » en rappelant aussi le riche passé gallo-romain de la commune. Enfin, le calvaire est propre aux villages du massif de la Serre : Châtenois en possède deux de ce type. Adopté le 3 mars 2022. |